# محوطه کاسه کران ۹
محوطه کاسه کران ۹ مربوط به سده‌های اولیه دوران‌های تاریخی پس از اسلام است و در شهرستان کرمانشاه، بخش مرکزی، دهستان چله، روستای کاسه کران، ۳۰۰ متری پادگان شهید ثابت خواه واقع شده و این اثر در تاریخ ۲۶ اسفند ۱۳۸۷ با شمارهٔ ثبت ۲۵۶۴۵ به‌عنوان یکی از آثار ملی ایران به ثبت رسیده است.